# Kathleen Edwards
Kathleen Edwards (Ottawa, 11 de julho de 1978) é uma cantora e compositora canadense.
Filha de Leonard Edwards, um diplomata, Kathleen nasceu em Ottawa, Ontário, mas cresceu em países como a Coreia do Sul e Suíça. Na idade de cinco anos, ela começou a ter aulas de violino clássico, que continuou por mais doze anos. Suas composições sofreram forte influência de Bob Dylan, Neil Young e Tom Petty, que ela conheceu da discoteca de seu irmão mais velho.
Em 1999 Edwards gravou seu EP de estreia, Building 55. Em 2002 gravou seu primeiro álbum, chamado de Failer. Em 2004 gravou seu segundo álbum, Back to Me. Seguiu a carreira com Asking for Flowers, de 2008 e Voyageur, de 2012.

## Vida Pessoal
Em 2014 Edwards resolveu se afastar da indústria da música devido a depressão e ao esgotamento. Abriu uma cafeteria em Stittsville, Ottawa, no Canadá. Assim que a cafeteria se mostrou mais sólida, procurou se aproximar da música novamente, pretendendo lançar novas canções em 2019.

## Discografia
- Building 55 (1999)
- Failer (2002)
- Back to Me (2004)
- Asking for Flowers (2008)
- Voyageur (2012)